# Odessa (Minnesota)
Odessa ist eine City im Big Stone County des US-Bundesstaates Minnesota. Das U.S. Census Bureau hat bei der Volkszählung 2020 eine Einwohnerzahl von 103 ermittelt.

## Geografie
Nach den Angaben des United States Census Bureaus hat die City eine Fläche von 1,94 km², alles davon sind Landflächen. Die Bebauung konzentriert sich im südöstlichen Viertel des Stadtgebietes.
Der U.S. Highway 75 und der Minnesota State Highway 7 verlaufen gemeinsam entlang der nördlichen Stadtgrenze; die östliche Stadtgrenze bildet die County Road 19. Im Südwesten verläuft die Stadtgrenze am Ufer des Minnesota River. Eine Bahnstrecke (Appleton Subdivision) der BNSF Railway verläuft in Ost-West-Richtung knapp nördlich des geschlossenen Siedlungsgebietes durch das Stadtgebiet. Diese Strecke war früher Teil der Pacific Extension der Chicago, Milwaukee, St. Paul and Pacific Railroad.

## Bevölkerung
Nach der Volkszählung im Jahr 2010 lebten in Odessa 135 Menschen in 58 Haushalten. Die Bevölkerungsdichte betrug 69,6 Einwohner pro Quadratkilometer. In den 58 Haushalten lebten statistisch je 2,33 Personen.
Ethnisch betrachtet bestand die Bevölkerung nur aus Weißen. Unabhängig von der ethnischen Zugehörigkeit waren 3 Prozent (vier Personen) der Bevölkerung spanischer oder lateinamerikanischer Abstammung.
18,5 Prozent der Bevölkerung waren unter 18 Jahre alt, 59,3 Prozent waren zwischen 18 und 64 und 22,2 Prozent waren 65 Jahre oder älter. 45,2 Prozent der Bevölkerung waren weiblich.
Das mittlere jährliche Einkommen eines Haushalts lag bei 43.750 USD. Das Pro-Kopf-Einkommen betrug 21.666 USD. 19,5 Prozent der Einwohner lebten unterhalb der Armutsgrenze.